# Gabrje pri Ilovi Gori
Gabrje pri Ilovi Gori este o localitate din comuna Grosuplje, Slovenia, cu o populație de 8 locuitori.